# 任贊化
任赞化（？—？），字参之，山西平阳府闻喜县人。明朝政治人物。

## 生平
萬曆四十年（1612年）壬子科山西鄉試舉人，天啓二年（1622年）壬戌科進士，授枣阳知县，四年调景陵县。秩满，崇祯元年考选贵州道御史，劾|杨维垣反覆不忠，其疏人多传诵之。又疏劾温体仁居乡居官种种不法。帝意召辅臣及五府六部官庭鞠之，赞化持议抗辩侃侃，上怒，谪河南布政司照磨。八年升大理寺副，九年升礼部主客司主事，升员外，升精膳司郎中，改儀制司郎中。十年迁河南佥事，升本省督学参议，十三年升本省副使，十四年调陕西关西道左参政，驻守凤翔，卒于官。明史黄道周尝对庄烈帝云：赞化卓荦俊伟，可当一面。祀乡贤。